# Droga krajowa nr 147 (Kostaryka)
Droga krajowa nr 147 (hiszp. Ruta Nacional Secundaria 147/Ruta 147) – jedna z dróg krajowych w Kostaryce. Znajduje się ona w prowincjach San José i  Alajuela. Lokalnie jest znana jako Radial Lindora, Radial San Antonio lub Radial Santa Ana.

## Opis
W prowincji San José droga krajowa nr 147 przebiega przez kanton Santa Ana (przez dystrykty Santa Ana i Pozos).
W prowicnji Alajuela droga krajowa nr 147 przebiega przez kanton Alajuela (przez dystrykt San Rafael).

## Historia
W 2018 roku poszerzono most na rzece Virilla, dalsze poszerzanie pasów ruchu zostało wstrzymane ze względu na proces wywłaszczeń.